# Porte di Caltanissetta

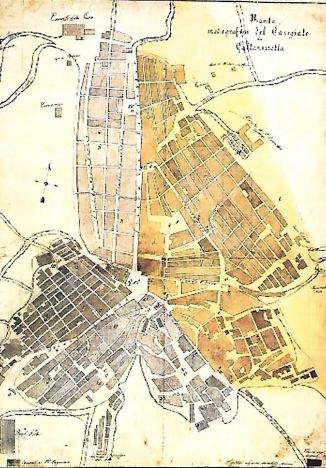
Antica mappa di Caltanissetta degli inizi Ottocento

Le porte di Caltanissetta erano degli elementi architettonici, non più esistenti, posti all'ingresso della città.
Lo storico nisseno Giovanni Mulè Bertòlo, nel suo libro Caltanissetta nei tempi che furono e nei tempi che sono del 1906, ne indica quattro:
- porta Santa Lucia, a settentrione,[1] demolita nel 1830;[2]
- porta della Badia[3] o porta maggiore;[4]
- porta di San Giovanni, o porta antica;[5]
- porta dei Cappuccini, a meridione.[6][7][8]

Secondo Giuseppe Giugno sarebbero esistite altre due porte: una nei pressi della attuale vicolo Lepre (già vicolo Lebbra), l'altra all'inizio di via San Domenico e via Paolo Emiliani Giudici.